# Rue de Mézières
La rue de Mézières est une voie du 6e arrondissement de Paris, en France.

## Situation et accès
La rue de Mézières est une voie publique située dans le 6e arrondissement de Paris. Elle débute au 78, rue Bonaparte et se termine au 79, rue de Rennes.

## Origine du nom

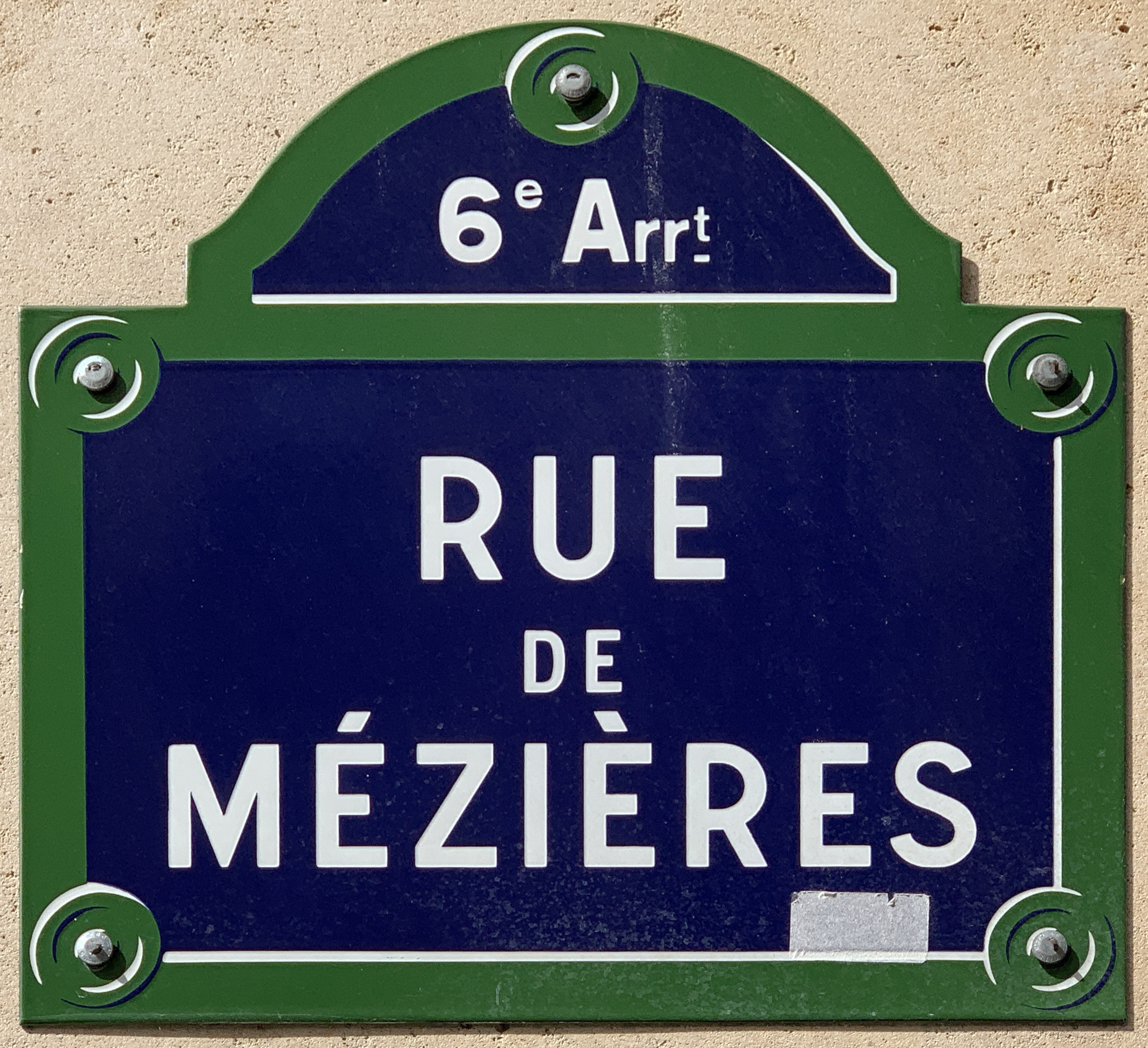
Plaque de la rue.

Elle porte ce nom car elle bordait les jardins de l'hôtel de Mézières.

## Historique
Une partie de cette rue, entre les rues Bonaparte et Cassette, existait déjà en 1595 sous le nom de « rue de l'Hôtel-de-Mézières ».
Elle est citée sous le nom de « rue des Messiers » dans un manuscrit de 1636 dont le procès-verbal de visite, en date du 30 avril 1636, indique qu'elle est « en aucuns endroitz nette, et en d'autres avons veu plusieurs boues et fanges ».
Elle est prolongée en 1875 entre les rues Cassette et de Rennes.
Le 11 mars 1918, durant la première Guerre mondiale, les nos 7 et 9 rue de Mézières sont touchés lors d'un raid effectué par des avions allemands.

## Bâtiments remarquables et lieux de mémoire
- No 3 : adresse de la librairie La Procure depuis 1919.
- No 10 : en 1820-1821, Victor Hugo, sa mère et son frère Eugène ont habité 10, rue de Mézières[3]. Sophie Trébuchet, mère de Victor Hugo, y est morte le 27 juin 1821.

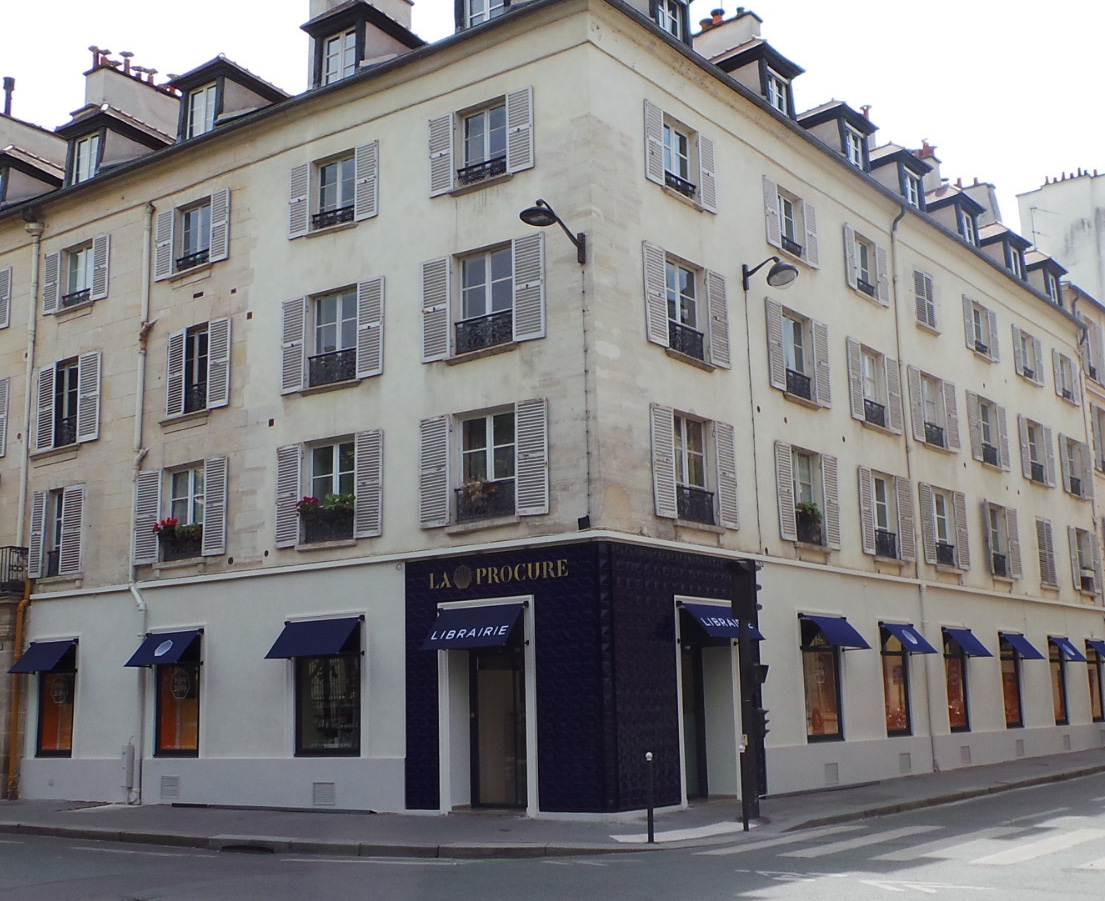
Librairie La Procure.
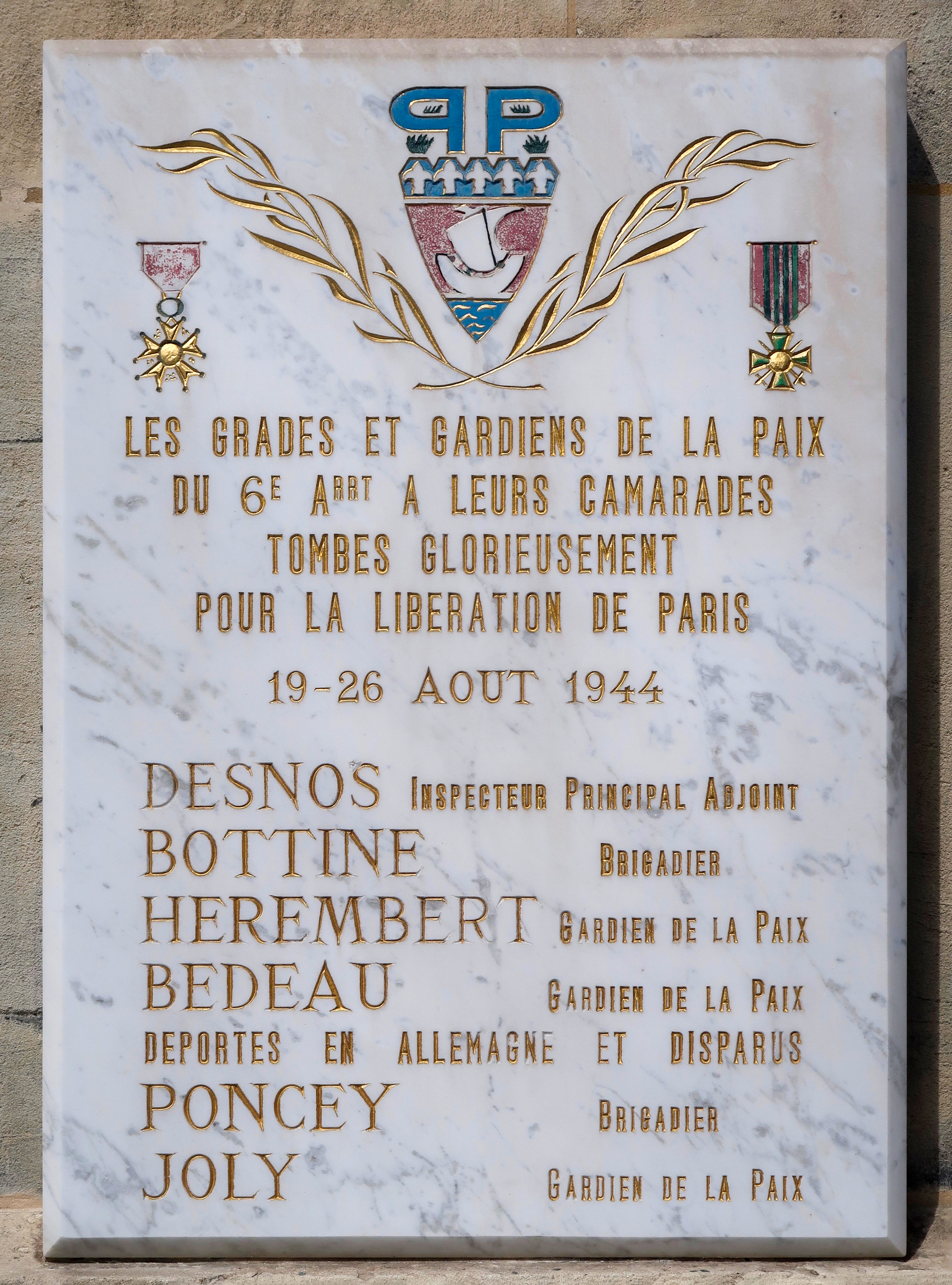
Plaque au croisement avec la rue Bonaparte.